# Inversions

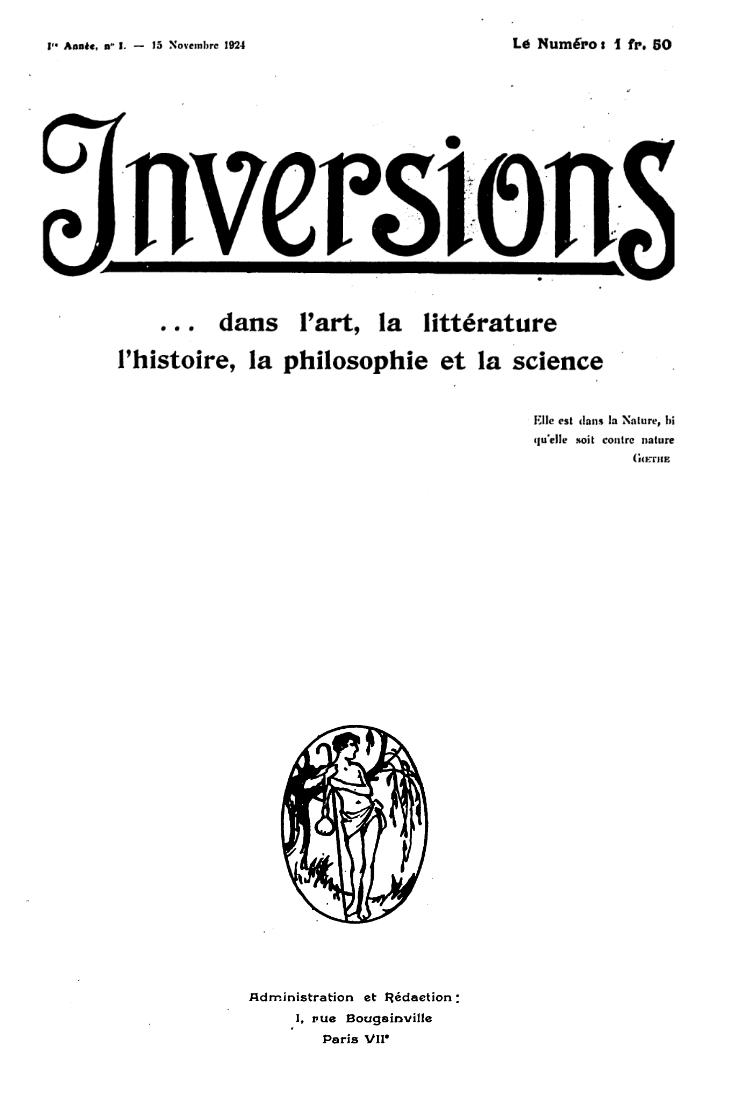
Inversions, erste Ausgabe, November 1924

Inversions war die erste französische Zeitschrift für Homosexuelle, verlegt von 1924 bis 1925 in Paris. Von der Zeitschrift erschienen nur fünf Ausgaben, da die Herausgeber sich bereits nach der ersten Ausgabe in einem Prozess verantworten mussten, der verloren wurde.
Inversions veröffentlichte Texte unter anderem von Claude Cahun und Henry Gauthier-Villars, aber auch sexualwissenschaftliche Schriften von Havelock Ellis und Camille Spiess.

## Geschichte
Inversions wurde 1924 von Gustave-Léon Beyria und Gaston-Ernest Lestrade gegründet. Die erste Ausgabe erschien am 15. November, ein Heft kostete 1,50 Franc und war damit ausgesprochen teuer. Inversions wurde öffentlich an Zeitungsständen verkauft, konnte aber auch abonniert werden. Mit der dritten Ausgabe sollte Inversions umbenannt werden in Urania, die Umbenennung fand jedoch wegen des Verbotes der Zeitschrift nicht mehr statt. Die Ausgabe Nummer 4 war die letzte, allerdings wurde unter dem Titel L'Amitie noch ein einzelnes Folgeheft veröffentlicht.
Aufgrund der Werbung kam es bereits am 5. November zu einer Anfrage des Deputierten Prèvert, ob die Veröffentlichung eines homosexuellen Magazins autorisiert worden sei. Hierauf wurde ihm mitgeteilt, dass eine Klage gegen die Herausgeber wegen Unzüchtigkeit bereits vorbereitet würde. Prüfungen durch die Strafverfolgungsbehörden befanden Inversions als qualitativ hochwertig und in keiner Weise obszön, dessen ungeachtet aber als moralisch gefährlich. Nachdem zahlreiche Beschwerden über die Zeitschrift die Behörden erreicht hatten, trieb die Staatsanwaltschaft das Verfahren wegen „Erregung öffentlichen Ärgernisses“ voran. Beyria wurde zu zehn Monaten Haft und 200 Francs Geldstrafe verurteilt, Lestrade zu sechs Monaten Haft und 200 Francs Geldstrafe. In der Berufung hielt das Gericht fest, Inversions sei „korrekt in der Form und enthalte keinerlei unanständige Begrifflichkeiten“, es sei aber ein „systematisches Appelieren an homosexuelle Leidenschaften“ festzustellen, eben dies sei das Verbrechen. Beyria und Lestrade wurden abschließend zu je drei Monaten Gefängnis und 100 Franc Geldstrafe verurteilt.

## Inhalte
Inversions verstand sich als „keine Zeitschrift über Homosexuelle, sondern eine Zeitschrift für Homosexuelle“. Sie orientierte sich am Vorbild deutscher Zeitschriften wie Der Eigene, berichtete aber auch über die sexualwissenschaftliche Schule um Magnus Hirschfeld. Neben medizinischen und historischen Texten gab es Literaturrezensionen und anfangs auch Kontaktanzeigen.

## Rezeption
Zu dieser Zeit gab es in Frankreich keine Gesetze gegen Homosexualität, ebenso wenig eine organisierte Homosexuellenbewegung. Homosexuelles Leben fand in Frankreich vornehmlich in intellektuellen und literarischen Kreisen vor allem in Paris seinen Niederschlag. Weder Beyria noch Lestrade waren in irgendeiner Weise mit diesen Kreisen verbunden, sie agierten als Außenseiter und fanden auch im Kontext der Verbotsbemühungen keine Unterstützung von dort.
Die wenigen Erwähnungen und Rezensionen von Inversions in zeitgenössischen Zeitschriften waren spöttisch bis homophob, es wurde angesichts der Referenzen auf die deutsche Bewegung auch vermutet, dass Deutschland seine Hand im Spiel habe, um die französische „Tradition“ der Heterosexualität zu zerstören.